# Мадера (соус)

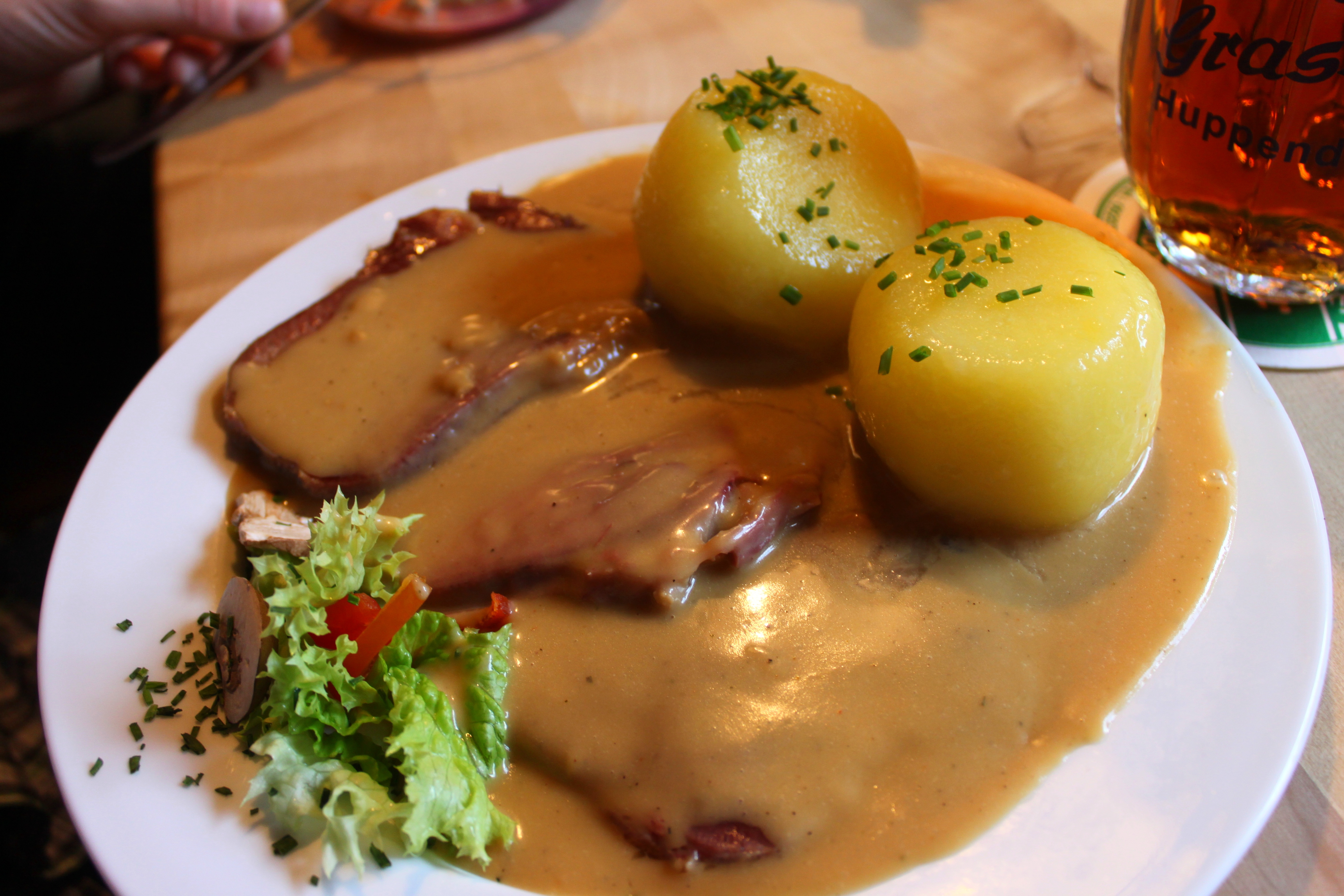
Говяжий язык под соусом мадера, сервированный с картофельными клёцками

Маде́ра (фр. sauce madère) — красный соус французской кухни, одним из ингредиентов которого является вино мадера, популярный соус к жаркому. Соус подходит почти ко всем блюдам из мяса, птицы, дичи и субпродуктов. В классическом рецепте мадеру готовят из обезжиренного мясного сока, оставшегося от жаркого, в смеси с телячьим бульоном, который загущают марантовым крахмалом и в конце приправляют мадерой, солью и перцем. В розничной торговле имеется полуфабрикат соуса мадера, который требуется только разогреть и смешать с мясным соком.
В издании «Кулинария» Л. А. Маслова 1958 года соус мадера рекомендуется к закусочным блюдам: раковым шейкам, отварному языку и варёной ветчине, а также ко вторым блюдам: лангету, отварному языку, жареному свиному филе и бифштексу. В советской и российской кулинарной терминологии соус мадера чаще фигурирует под обобщённым названием как «красный соус с вином», в котором мадеру можно использовать наряду с мускатом и портвейном.